# Tagasta gui
Tagasta gui is een rechtvleugelig insect uit de familie Pyrgomorphidae. De wetenschappelijke naam van deze soort is voor het eerst geldig gepubliceerd in 2009 door Yin, Ye & Yin.